# Wyżnia Rówień
Wyżnia Rówień (słow. Vyšná roveň) – trawiasta pochyła rówień na Trzciańskim Groniu w słowackich Tatrach Zachodnich. Położona jest na wysokości około 1680–1730 m. Dawniej były to tereny pasterskie, jednak nie polana, lecz halizna. Górale polanami nazywali śródleśne obszary, które były koszone, te zaś, które tylko wypasano, nazywano haliznami. Na wielu mapach Wyżnia Rówień już nie jest zaznaczana. W wyniku zaprzestania wypasu stopniowo zarasta kosodrzewiną, ale na mapie satelitarnej widoczny jest tutaj jeszcze spory trawiasty teren.